# زارم (شيروان)
زارم (بالفارسية: زارم) هي مستوطنة تقع في إيران في قسم شیروان الريفي. يقدر عدد سكانها بـ 479 نسمة .